# Houinviguè
Houinviguè è un arrondissement del Benin situato nella città di Bonou (dipartimento di Ouémé) con 4.221 abitanti (dato 2006).